# Јужночешки крај
Јужночешки крај (чеш. Jihočeský kraj) је један од 13 чешких крајева, највиших подручних управних јединица у Чешкој Републици. Управно седиште краја је град Чешке Будјејовице, а други већи градови на подручју овог краја су Табор и Писек.
Површина краја је 10.057 км², а по процени са почетка 2009. године. Јужночешки крај има 625.712 становника.

## Положај
Јужночешки крај је смештен у југозападном делу Чешке и погранични је на југу.
Са других страна њега окружују:
- ка северу: Средњочешки крај
- ка истоку: Височина крај
- ка југу: Аустрија
- ка југозападу: Немачка
- ка западу: Плзењски крај

## Природни услови
Јужночешки крај припада историјској покрајини Бохемија. Крај обухвата махом брдско и планинско подручје у горњем делу слива реке Влтаве. На југозападној граници округа издиже се планински венац Шумава, највиши у западном делу земље.

## Становништво
По последњој званичној процени са почетка 2009. године. Јужночешки крај има 625.712 становника. Последњих година број становника полако расте.

## Подела на округе и важни градови

### Окрузи
Јужночешки крај се дели на 7 округа (чеш. Okres):
1. Округ Јиндрихув Храдец - средиште Јиндрихув Храдец,
2. Округ Писек - средиште Писек,
3. Округ Прахатице - средиште Прахатице,
4. Округ Стракоњице - средиште Стракоњице,
5. Округ Табор - средиште Табор,
6. Округ Чешке Будјејовице - средиште Чешке Будјејовице,
7. Округ Чешки Крумлов - средиште Чешки Крумлов.

### Градови
Већи градови на подручју краја су:
- Чешке Будјејовице - 95.000 становника.
- Табор - 35.000 становника.
- Писек - 30.000 становника.
- Стракоњице - 23.000 становника.
- Јиндрихув Храдец - 22.000 становника.
- Чешки Крумлов - 14.000 становника.
- Прахатице - 12.000 становника.

## Додатно погледати
- Чешки крајеви
- Списак градова у Чешкој Републици